# Haloragales
Haloragales is een botanische naam, voor een orde van tweezaadlobbige planten. De naam is gevormd uit de familienaam Haloragaceae.
Een orde onder deze naam wordt niet zo vaak erkend door systemen voor plantentaxonomie.
In het Cronquist systeem (1981), alwaar de orde geplaatst werd in de onderklasse Rosidae, was de samenstelling de volgende:
- order Haloragales
  - familie Gunneraceae
  - familie Haloragaceae